# STS-42
STS-42 e четиридесет и петата мисия на НАСА по програмата Спейс шатъл и четиринадесети полет на совалката Дискавъри. Това е полет по програмата Спейслаб, модул микрогравитационна лаборатория IML-1.

## Екипаж

### Основен екипаж
| Пост                           | Астронавт                                   |
| ------------------------------ | ------------------------------------------- |
| Командир                       | Роналд Грейб трети космически полет         |
| Пилот                          | Стивън Осуалд първи космически полет        |
| Специалист на мисията 1        | Норман Тагард четвърти космически полет     |
| Специалист на мисията 2        | Дейвид Хилмърс четвърти космически полет    |
| Специалист на мисията 3        | Уилям Реди първи космически полет           |
| Специалист по полезния товар 1 | Роберта Бондар (CSA) първи космически полет |
| Специалист по полезния товар 2 | Улф Мерболд (ЕSA) втори космически полет    |

### Дублиращ екипаж
| Пост                         | Астронавт                       |
| ---------------------------- | ------------------------------- |
| Специалист по полезния товар | Кенет Мъни (CSA) – за Р. Бондар |
| Специалист по полезния товар | Роджър Крауч – за У. Мерболд    |

- Броят на полетите е преди и включително тази мисия.

За първи път след 1985 г. в екипажа влизат двама чужденци. Роберта Бондар е първата жена-канадка в космоса. В екипажа като специалист на мисията е включен Менли Картър, но той загива в авиокатастрофа на 5 април 1991 г. и е заместен от Дейвид Хилмърс.

## Полетът
Екипажът на космическата совалка провежда повече от 40 научни експерименти в областта на материалознанието, медицината и биологията, както и два експеримента с военно приложение на американското министерство на отбраната. Основните задачи на експериментите е проучване ефекта на ниска гравитация върху живите организми, за получаване оценка на това как да се избегнат генетичните изменения по време на пилотираните междупланетни полети.
Биологичните експерименти, включват изследване на астронавтите как се адаптират към безтегловността, проучвания на промените във вестибуларния апарат, проверка на работата на зрението и слуха при излагане на космическа радиация.
Един от експериментите в областта на производството на растениевъдството показва, че по време на космически полет семената покълват по-бързо, отколкото на Земята.
Мисията е удължена с 1 ден, което позволява разширяване обема на експерименти по нарастване на кристали на живачен йодид.

## Параметри на мисията
- Маса:
  - При старта: 110 403 кг
  - При кацането: 98 890 кг
  - Полезен товар: 13 066 кг
- Перигей: 293 км
- Апогей: 305 км
- Инклинация: 57,0°
- Орбитален период: 90.5 мин

## Галерия
- Старта на мисия STS-42.
- „Спейслаб“ в товарния отсек на совалката
- Приземяването на совалката